# Thonalmus mariani
Thonalmus mariani is een keversoort uit de familie netschildkevers (Lycidae). De wetenschappelijke naam van de soort werd in 1985 gepubliceerd door Wojciechowska & Slipinski.